# Wet van Hofstadter
De wet van Hofstadter is een zelfrefererende wet, geformuleerd door Douglas Hofstadter in zijn boek Gödel, Escher, Bach: an Eternal Golden Braid.
De wet luidt dat "alles langer duurt dan je denkt, zelfs als je rekening houdt met de Wet van Hofstadter".
Hofstadter gebruikte deze zelfverzonnen stelling als voorbeeld bij het begrip zelfreferentie, iets dat veel voorkomt in de regels van de formele systemen.